# ブラッド・ウィルク
ブラッド・ウィルク（Brad Wilk、1968年9月5日 - ）は、アメリカ合衆国のドラマー。バンド、レイジ・アゲインスト・ザ・マシーンのメンバーである。

## 来歴
オレゴン州ポートランドで生まれ、イリノイ州シカゴで育った。家族は後に南カリフォルニアに定住した。13歳のときにドラムを始めた。ジョン・ボーナム、キース・ムーン、エルヴィン・ジョーンズに影響を受けた。そしてウィルクはヴァン・ヘイレンのファンであり13歳の時にライブで見ていた。ポーランド系でもありユダヤ系でもある。